# Hilário Pereira Fortes
Hilário Pereira Fortes, primeiro e único barão de Viamão (Cachoeira do Sul, 20 de abril de 1810 — Cachoeira do Sul, 18 de setembro de 1889) foi um estancieiro e militar brasileiro, sendo coronel da Guarda Nacional.
Filho de José Pereira Fortes e de Joaquina Pires Maciel, casou-se em Rio Pardo, com Francisca Fausta da Fontoura Charão, filha do tenente-coronel da Guarda Nacional Antônio Adolfo da Fontoura Charão e de Ana Clara Cândida do Nascimento.
Participou da Revolução Farroupilha do lado legalista, tendo, em 20 de março de 1837 chegado à Cachoeira do Sul acompanhando o presidente e comandante das armas provincial, Antero José Ferreira de Brito, barão de Tramandaí.
Teria sido um dos mandantes do assassinato de Vicente da Fontoura em setembro de 1860, junto com Feliberto Machado de Carvalho Ourique e José Pereira da Silva Goularte.
Em 1863, foi ameaçado do morte, junto com Afonso Ourique (depois assassinado), pelo escravo liberto Zeferino Martinho da Cunha, descontente com a morte de seu amigo Vicente da Fontoura.
Foi coronel da Guarda Nacional e por ocasião da Guerra do Paraguai, preparou uma tropa de 180 homens e seguiu para o Passo da Pátria. Durante a guerra chegou a comandar uma Brigada.
Foi agraciado barão em 17 de maio de 1871.